# VV Leeuwarden in het seizoen 1959/60
Het seizoen 1959/1960 was het zesde jaar in het bestaan van de Leeuwardense betaaldvoetbalclub Leeuwarden. De club kwam uit in de Eerste divisie B en eindigde daarin op de zesde plaats.

## Wedstrijdstatistieken

### Eerste divisie B
|       | AGOVV | Alkmaar '54 | D.F.C. | DHC   | De Graafschap | Eindhoven | Go Ahead | Helmondia '55 | Heracles | Hermes DVS | Limburgia | RBC   | RCH   | SHS   | VSV   | ZFC   |
| ----- | ----- | ----------- | ------ | ----- | ------------- | --------- | -------- | ------------- | -------- | ---------- | --------- | ----- | ----- | ----- | ----- | ----- |
| Thuis | 2 – 3 | 2 – 1       | 3 – 0  | 0 – 0 | 1 – 2         | 4 – 2     | 6 – 1    | 5 – 2         | 2 – 0    | 3 – 1      | 4 – 0     | 2 – 0 | 5 – 5 | 4 – 4 | 3 – 4 | 1 – 0 |
| Uit   | 2 – 6 | 3 – 1       | 4 – 1  | 4 – 1 | 2 – 3         | 2 – 1     | 2 – 1    | 0 – 1         | 5 – 3    | 5 – 2      | 0 – 1     | 3 – 1 | 0 – 4 | 1 – 2 | 5 – 2 | 4 – 2 |

## Statistieken Leeuwarden 1959/1960

### Eindstand Leeuwarden in de Nederlandse Eerste divisie B 1959 / 1960
| Stand | Gespeeld | Gewonnen | Gelijk | Verloren | Punten | Doelpunten voor | Doelpunten tegen |
| ----- | -------- | -------- | ------ | -------- | ------ | --------------- | ---------------- |
| 6e    | 32       | 16       | 3      | 13       | 35     | 80              | 67               |

### Topscorers
| Competitie \| # \| Naam \| \| \| ----------------- \| ---------------- \| -- \| \| 1. \| Hans Verhagen \| 22 \| \| 2. \| Jan Hoekema \| 13 \| \| 3. \| Wim van der Waal \| 12 \| \| 4. \| Pier Alma \| 10 \| \| 5. \| Gerrit Tardy \| 6 \| \| 6. \| Jan Engelman \| 5 \| \| 6. \| Joop Ruiter \| 5 \| \| 8. \| Marius Delgrosso \| 3 \| \| 9. \| Kees Hiemstra \| 2 \| \| 10. \| Tinus Osterholt \| 1 \| \| Onbekend doelpunt \| \| \| \| – \| Onbekend \| 1 \| \| Totaal \| Totaal \| 80 \| |                  |      |
| # | Naam             | Goal |
| 1. | Hans Verhagen    | 22   |
| 2. | Jan Hoekema      | 13   |
| 3. | Wim van der Waal | 12   |
| 4. | Pier Alma        | 10   |
| 5. | Gerrit Tardy     | 6    |
| 6. | Jan Engelman     | 5    |
| 6. | Joop Ruiter      | 5    |
| 8. | Marius Delgrosso | 3    |
| 9. | Kees Hiemstra    | 2    |
| 10. | Tinus Osterholt  | 1    |
| Onbekend doelpunt |                  |      |
| – | Onbekend         | 1    |
| Totaal | Totaal           | 80   |